# Тёрнгрен, Ральф
Ральф Иоганн Густав Тёрнгрен (фин. Ralf Johan Gustaf Törngren; 1 марта 1899, Оулу, Великое княжество Финляндское — 16 мая 1961, Турку, Финляндия) — финский политик. Лидер Шведской народной партии (1945—1955), депутат парламента Финляндии и премьер-министр Финляндии (5 мая 1954 — 20 октября 1954). Один из кандидатов на должность Президента Финляндии в 1956 году.

## Политическая карьера
- 1944—1945 — министр социальной политики
- 1945—1948 — министр финансов
- 1950—1951 — министр социальной политики
- 1951 — второй министр финансов
- 1951—1952 — министр социальной политики
- 1952—1953 — заместитель министра иностранных дел
- 1953—1954 — министр иностранных дел
- 1954 — премьер-министр
- 1956—1957 — министр иностранных дел
- 1959—1961 — министр иностранных дел